# 東都 (不動産会社)
株式会社東都（とうと）は、東京都狛江市に本社を置く不動産会社である。小田急小田原線・京王線沿線を中心に、賃貸仲介・賃貸管理・マンスリーマンション・コインパーキング・アセットマネジメント事業などを行っている。2007年1月に創業者の事業継承ニーズに応える形でオリックス株式会社が資本参加、2010年1月に株式会社リロ・ホールディング（現：株式会社リログループ）の連結子会社となった。

## 沿革
- 1979年 - 東都不動産株式会社として設立。
- 2000年 - 株式会社東都へ社名変更。
- 2007年 - オリックス株式会社が資本参加[2]。
- 2010年 - 株式会社リロ･ホールディングの連結子会社となる[3]。
- 2013年 - 仲介部門を株式会社東都不動産として分社化。

## 支店

### 小田急小田原線
- 下北沢
- 経堂
- 成城学園前
- 狛江
- 登戸
- 向ヶ丘
- 新百合ヶ丘
- 町田
- 相模大野

### 京王線
- 笹塚
- 桜上水
- 千歳烏山
- 調布
- 府中
- 聖蹟桜ヶ丘

### 京王相模原線
- 稲田堤

### 京王井の頭線
- 永福町

### 南武線
- 武蔵溝ノ口

### 中央線
- 中野
- 吉祥寺
- 国分寺